# Sun on Prospect Street (Gloucester, Massachusetts)
Sun on Prospect Street (Gloucester, Massachusetts) est un tableau réalisé par l'artiste américain Edward Hopper en 1934. Exécutée à partir d'une aquarelle peinte en 1928 à Gloucester, dans le Massachusetts, cette huile sur toile est un paysage urbain qui représente une rue résidentielle de ce port de pêche du comté d'Essex. Elle montre la voie déserte, seules trois automobiles garées agrémentant la perspective, laquelle révèle une église dans le lointain. L'œuvre est conservée depuis 1959 au Cincinnati Art Museum, à Cincinnati, dans l'Ohio.